# Зикурат в Урі

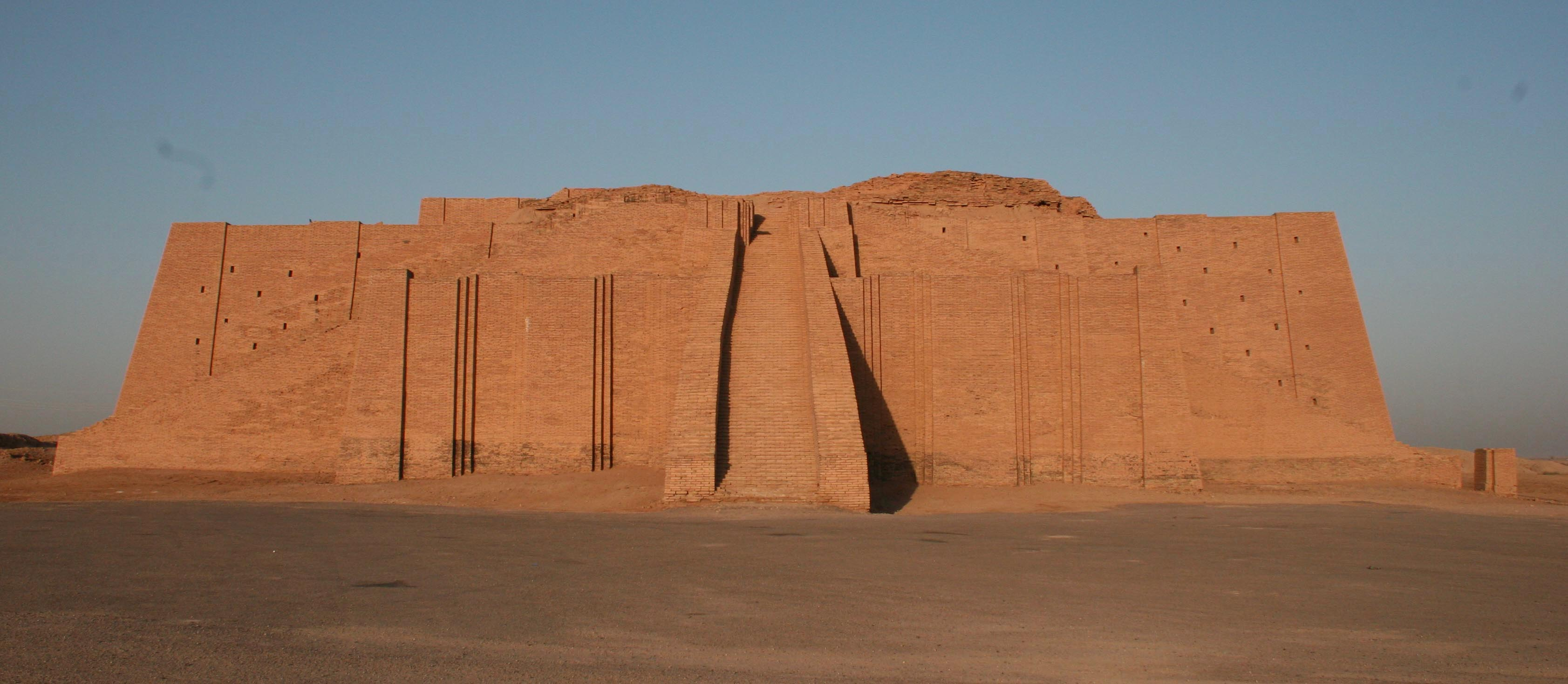
Зикурат в Урі має основу 64 на 46 м, висотою до 30 м.

Великий зикурат в Урі, зикурат Етеменнігуру — найкраще збережений храмовий комплекс Стародавнього Межиріччя. Зведений у XXI столітті до н. е. (близько 2047 до н. е.) в місті Ур місцевими царями Ур-Намму і Шульгі, як і святилище Екішнугаль, на честь місячного божества Нанна. Згодом не раз перебудовувався, був значно розширений нововавилонським царем Набонідом.

## Історія
Будівництво зикурату вела третя династія Ура, що відновила місцеву державність після нашестя аккадців і гутіїв. Зикурат був покликаний служити не тільки храмом, а й громадською установою, архівом і царським палацом. З його вершини як на долоні можна було споглядати все місто.
Зикурат був 20-метровою цегляною будівлею, яка розташовувалася на платформах різної ширини, з трьома поверхами. Фундамент був складний з сирцевої цегли, зовнішні стіни викладені кам'яними плитами.
Вся поверхня будівлі була облицьована цеглою, яка попередньо пройшла обробку бітумом.

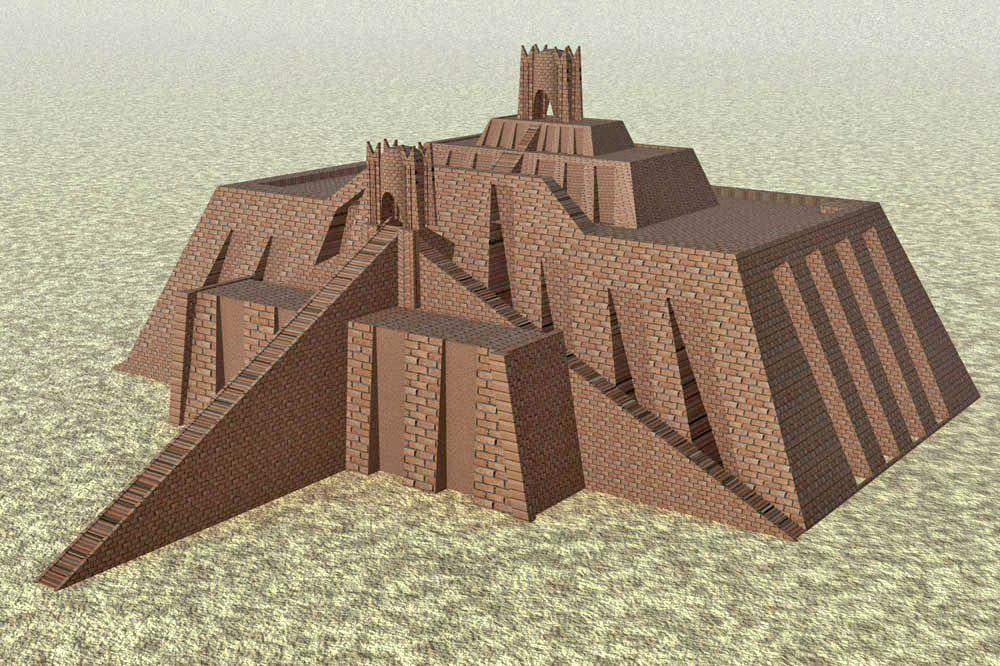
Можливо, так виглядав зикурат в давнину

Три підйоми на зразок приставних сходів (крута центральна і дві бічні, з'єднані вгорі) вели на перший майданчик, звідки сходи вели в цегляну надбудову, де містилося головне святилище-храм бога місяця Нанна. Верхній майданчик служив також жерцям для спостережень за зірками. Всередині стін, що підтримують платформи, знаходилося безліч кімнат, де жили священики і працівники храму.
Надбудова не збереглася. Перший дослідник споруди, Леонард Вуллі, вважав, що ці сходи були в давнину обсаджені деревами, щоби вся споруда нагадувала жителям алювіальної рівнини священну гору.
Зикурат в Урі був шанованим зразком для зодчих Стародавнього Межиріччя. Припускають, що або сам зикурат Етеменнігуру, або побудований за його зразком зикурат в Вавилоні були прообразом описаної в Біблії Вавилонської вежі.

## Сучасний стан
У XX столітті експедиція Леонарда Вуллі з Британського музею очистила зикурат від багатовікових нашарувань, після чого він був частково реконструйований. У дворі зикурату Вуллі відкрив рештки храмового архіву — глиняні таблички з інформацією про торговельні угоди, в яких жерці виступали представниками місячного божества.
На рубежі XXI століття пам'ятник зазнав нових випробувань. Саддам Хуссейн розпорядився відтворити фасади будівлі і монументальні сходи, чим спотворив його вигляд. Поруч з зикуратом розташовані руїни храму Навуходоносора II. Найближче до пам'ятника місто — Насирія.

## Галерея

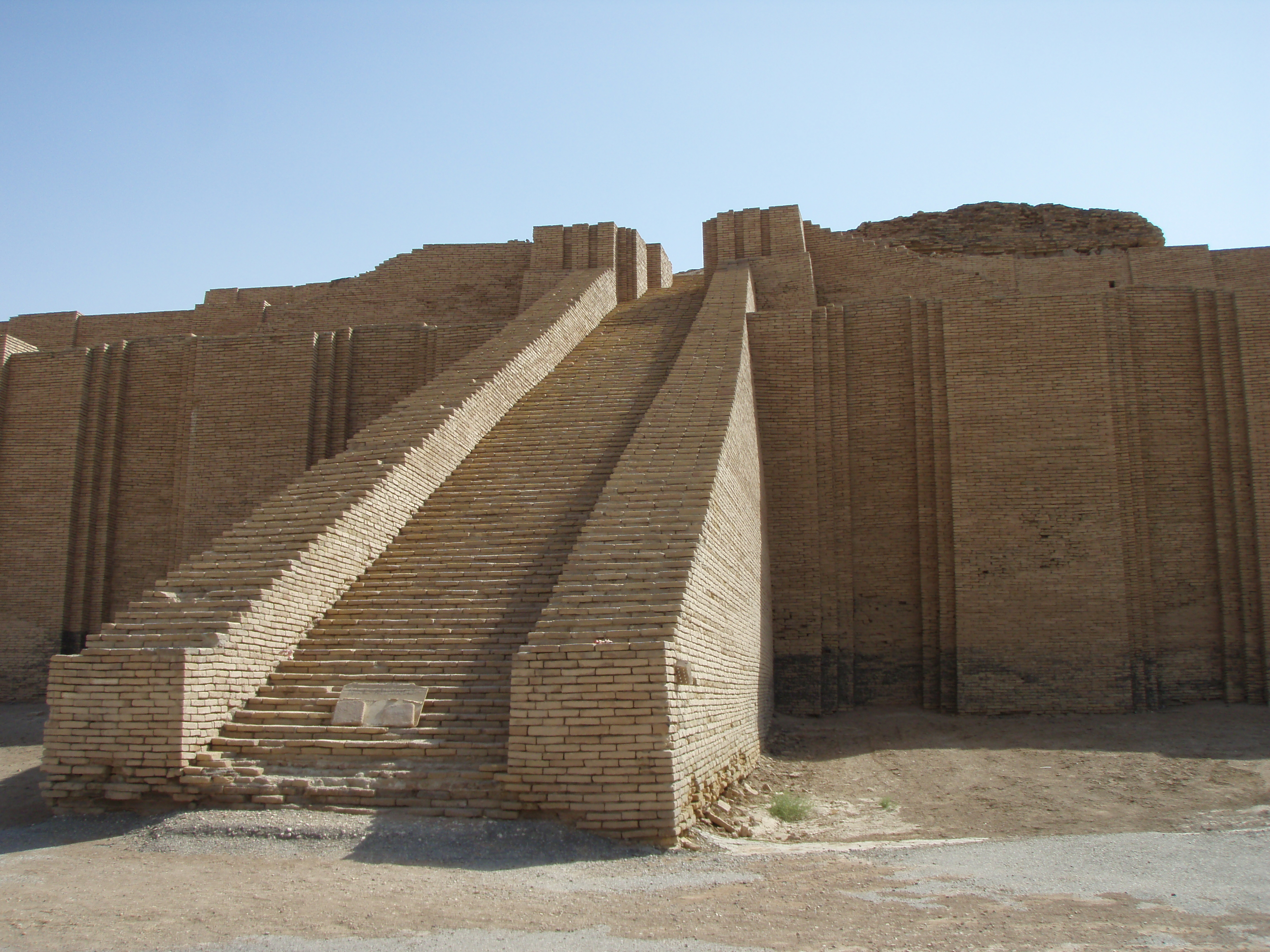
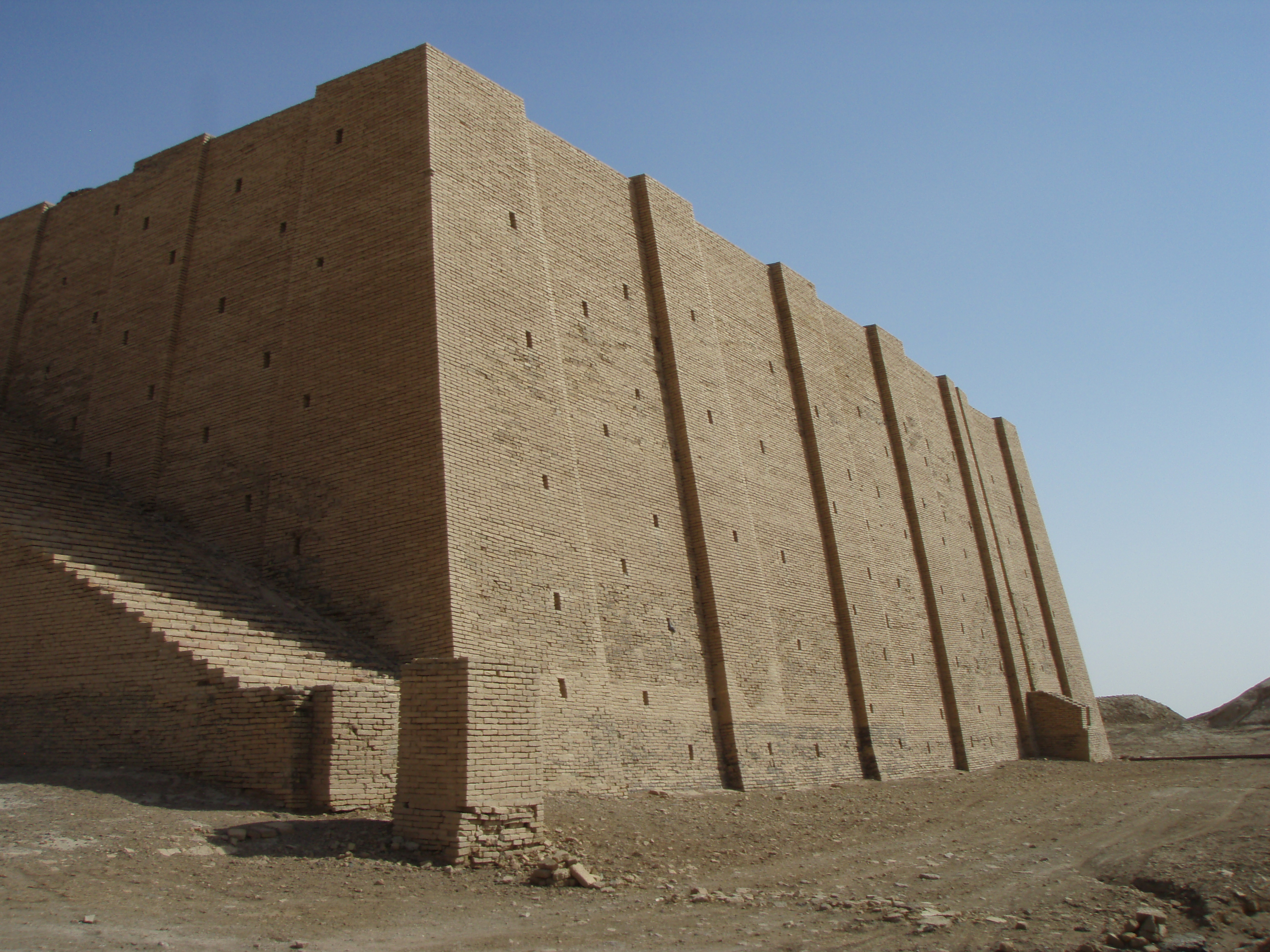
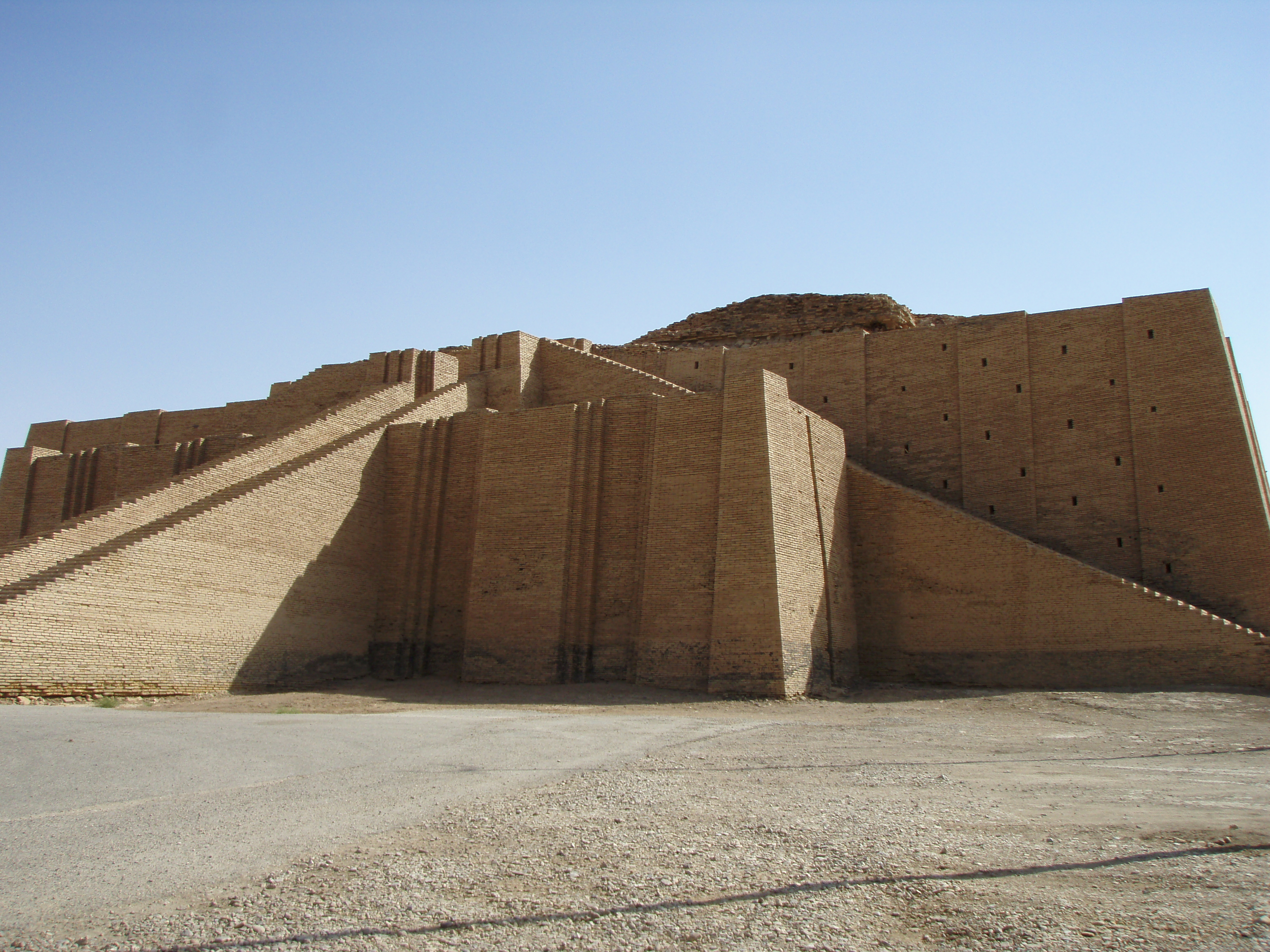
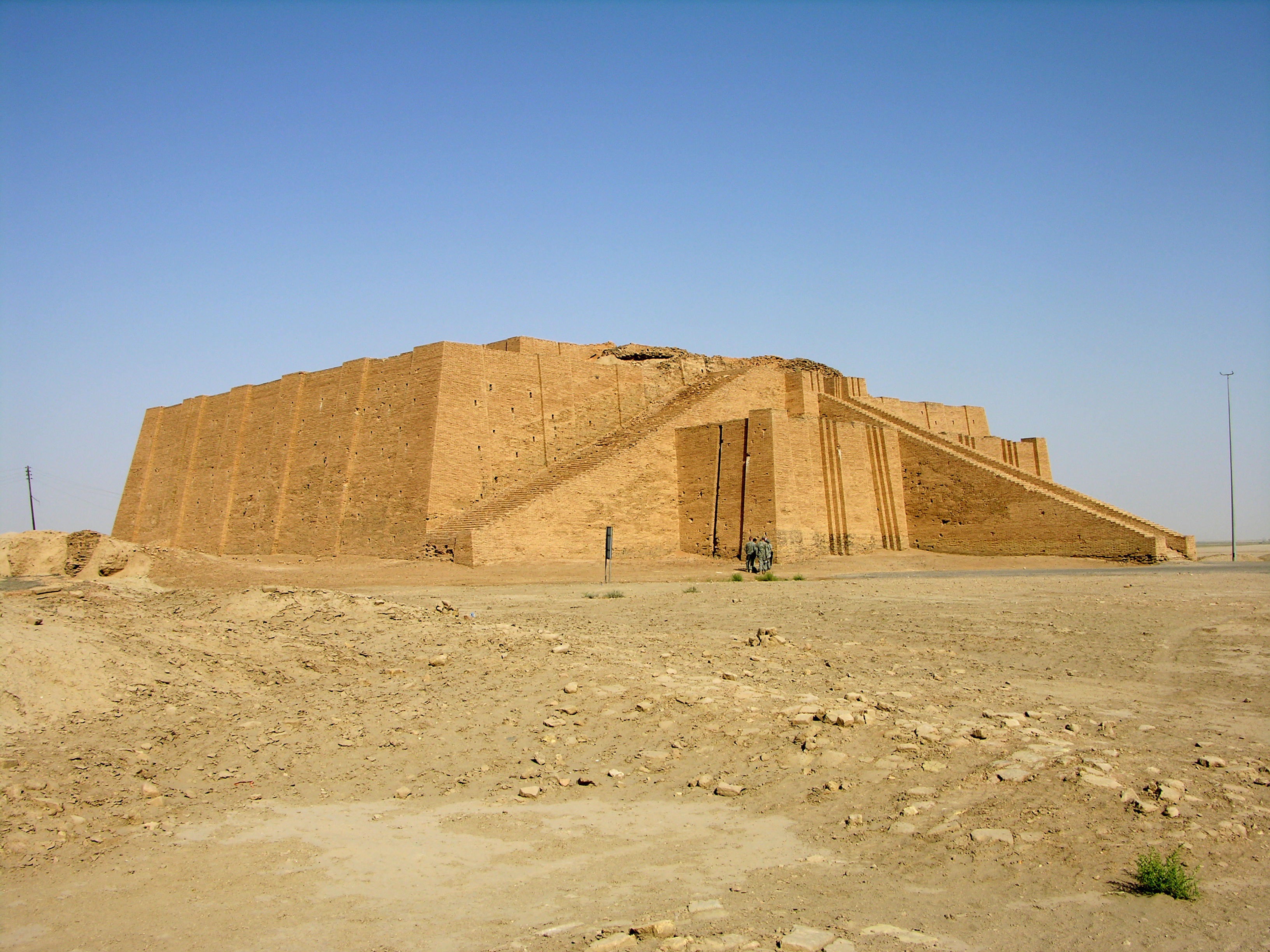
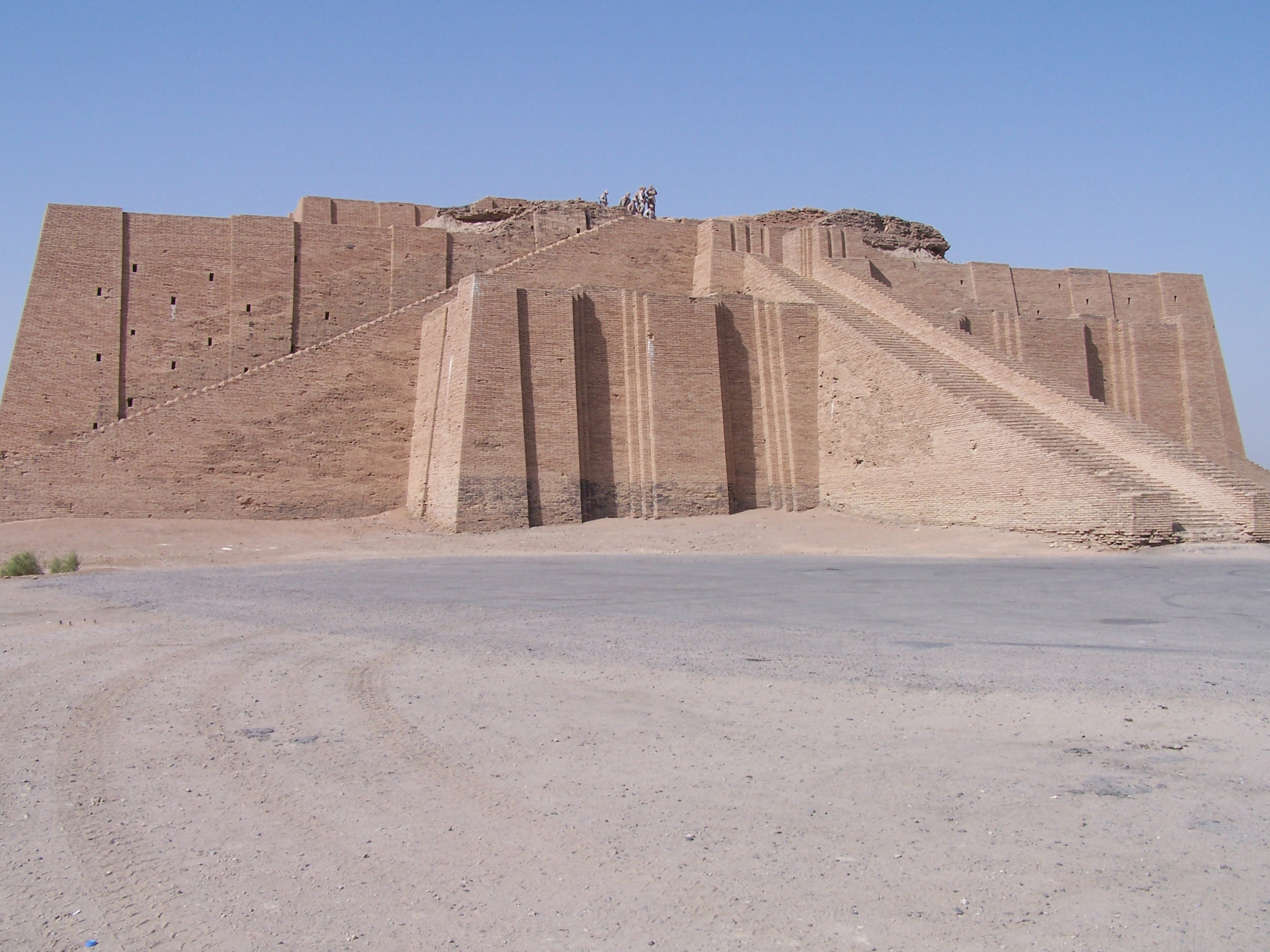
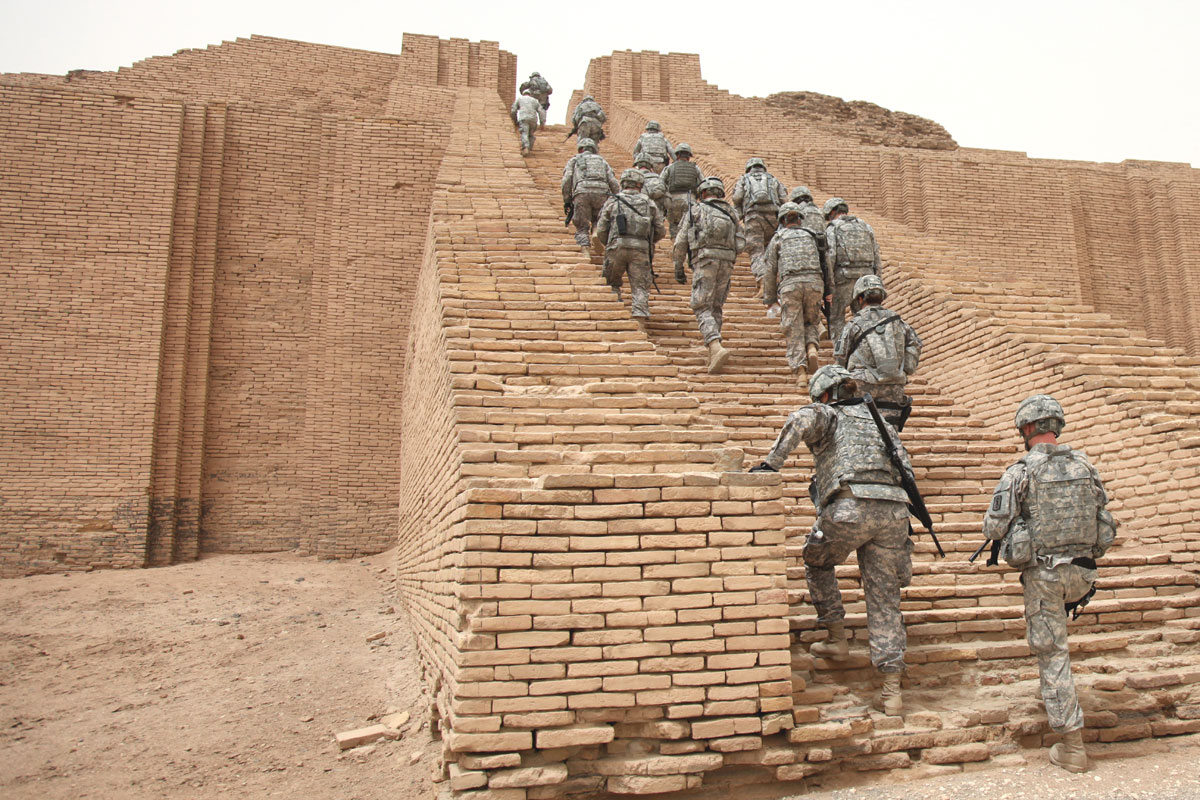
Солдати армії США з 17-ї бригади польової артилерії (англ. 17th Field Artillery Brigade) піднімаються сходинками реконструйованого зикурату. 2010-й рік.